# Bălănești (okręg Gorj)
Bălănești – wieś w Rumunii, w okręgu Gorj, w gminie Bălănești. W 2011 roku liczyła 741 mieszkańców.